# Haematotropis bella
Haematotropis bella är en mångfotingart som först beskrevs av Carl Graf Attems 1937.  Haematotropis bella ingår i släktet Haematotropis och familjen Aphelidesmidae. Inga underarter finns listade i Catalogue of Life.